# Хараг
Хараг (таб. Хьарагъ) — село в Табасаранском районе Республики Дагестан Российской Федерации. Входит в Сельсовет Кужникский.

## География
Село расположено в юго-восточной части республики, в 14 км от районного центра — села Хучни, между селениями Кужник и Гулли, рядом с.Шилле. Поблизости границы Хивского, Кайтагского и Агульского районов.

## Население
| 1895 | 1926 | 1939 | 1970 | 1989 | 2002 | 2010 |
| ---- | ---- | ---- | ---- | ---- | ---- | ---- |
| 189  | ↘177 | ↗210 | ↗278 | ↗296 | ↗358 | ↗500 |
| 2021 |      |      |      |      |      |      |
| ↘335 |      |      |      |      |      |      |